# Fusen Kakutoku Domei
Fusen Kakutoku Domei (FKD) (på engelska känd som: League for the Realisation of Women's Suffrage eller League for Women's Suffrage), 1924-25 känt som Fujin Sanseiken Kakutoku Kisei Domei (på engelska känd som: Women's Suffrage League), var en japansk kvinnorättsorganisation, grundad 13 december 1924 och upplöst 1940/1941. Syftet var att verka för kvinnlig rösträtt. 

## Bakgrund
Japan Women's Christian Temperance Union (WCTU), som hade grundats 1893, bildade 1921 en underavdelning känd som Japan Woman's Suffrage Association med Tsuneko Gauntlett och Kubushiro Ochimi som ordförande.

## Grundande
FKD grundades som en undergrupp till paraplyorganisationen Tokyo Rengo Fujinkai, som hade grundats för att förena samtliga japanska kvinnoföreningar under nödhjälpen till förmån för offren efter jordbävningen i Tokyo 1923. Därefter började den organisera sig för att arbeta för kvinnors rättigheter. Föreningen bildade fem satellitgrupper som var och en skulle verka för en huvudfråga: samhällsfrågor, politiska rättigheter, utbildning, arbetsfrågor och yrkesfrågor. 
Den undergrupp som skulle sköta de politiska frågorna, Fujin Sanseiken Kakutoku Kisei Domei, sedan Fusen Kakutoku Domei (FKD), var den som fick ansvaret för att arbeta för kvinnlig rösträtt och som kom att bli den mest betydande.
Den utgjordes av WCTU:s undergrupp, Japan Woman's Suffrage Association, som nu fick namnet League for the Realisation of Women's Suffrage, och som 1925 fick namnet Women's Suffrage League,

## 1924-1931
Rörelsens ledande kraft var Fusae Ichikawa, som var dess ordförande 1931-1941. FKD drev framför allt kvinnlig rösträtt, valbarhet och rätt att bli medlemmar i politiska partier. 
Den utgav sin egen tidning från 1927, inlämnade regelbundet petitioner till parlamentet i frågan och höll tre kongresser med namnet Annual Convention of Women's Suffrage Organizations 1930-32.
FKD fick inget stort stöd i det japanska samhället och det blev ofta förlöjligat i pressen. 1928 infördes en princip om politisk neutralitet. Seiyukai-partiet stödde deras krav. Ichikawa medverkade 1928 i den internationella First Pan-Pacific Women's Conference som FKD:s representant. FKD mötte dock svårt motstånd från inrikesminister Mochizuki Keisuke. 
Minseito-regeringen tillträdde 1929, och FKD fick offentligt stöd av Adachi Kenzo. Regeringens stöd gjorde att FKD togs på större allvar i pressen och frågan fick ett genombrott i allmänheten. I april 1930 organiserades Japans första nationella rösträttskongress av FKD, Zen Nihon Fusen Taikai. Adachi Kenzo lade fram ett förslag om lokal valbarhet (vid samma ålder som män, 20) och partimedlemskap för kvinnor, som dock stoppades i februari 1931 efter motstånd från Japans borgmästare, och regeringen lade därför fram ett reviderat förslag om valbarhet för kvinnor vid 25 års ålder på villkor att maken gav sitt tillstånd. FKD stödde inte detta förslag, och när FKD organiserade den andra nationella rösträttskongressen (Dai Nikai Zen Nihon Fusen Takai) i mars 1931, krävde de lika villkor för könen i valbarhetsfrågan. Kongressen möttes av våld, då den planerad demonstrationen förhindrades av myndigheterna och en manlig inkräktare försökte attackera Ichikawa i talarstolen.

## 1931-1940
Efter utbrottet av kriget med Kina 1931 intog FKD en pacifistisk och anti-militaristisk hållning. Efter valet 1932 fick FKD stöd i sina mål av premiärminister Inukai, som dock sköts strax därpå. Saitoregeringen visade sig totalt ovillig i kvinnofrågan, och FKD upphörde därför efter 1933 med sitt arbete hos parlamentarikerna och fokuserade på lokala frågor. 
Under 1930-talets fascistera blev det omöjligt att verka för kvinnlig rösträtt, då åsikten hos parlamentet, där nationalisterna alltmer tog makten, var att kvinnors stöd för staten i krigstid helt enkelt var reproduktion av soldater, och rörelsen förlorade stödet från nationalisterna då de öppet tog ställning mot fascisterna i sin kongress 1932.
Efter 1936 fick kvinnorörelsen i Japan liksom alla andra civila föreningar svårt att verka på grund av den auktoritära samhällsförändringen. FKD blev inte förbjuden, men dess företrädare utsattes för trakasserier så som övervakning och förhör. 1 januari 1938 lyckades dock FKD få igenom lagen om försörjningsstöd till mödrar hos regeringen: det betraktas som dess sista och mest påtagliga framgång, även om den kunde genomföras främst för att den stämde överens med militärens behov för försörjning av soldatänkor. 
År 1940 tog inlemmades samtliga civila föreningar i Japan i staten och FKD upphörde därmed. Dess medlemmar fortsatte dock att utge dess gamla tidningsorgan fram till 1941.

## Samarbeten
FKD bildade tillsammans med andra föreningar Fusen Dantai Rengo Iinkai (1931). Under Ichikawa medverkade FKD även i kvinnogrupperna Tokyoa Fujin Sinsei Joka Remmei (1933), Senkyo Shukusei Chuo Remmei (1935) och Nihon Fujin Dantai Remmei (1937), och gick ihop med 35 andra kvinnogrupper för att bilda Senkyo Shukusei Fujin Rengokai (1937).